# 유럽 국민당
유럽 국민당(영어: European People's Party, EPP)은 중도우파 성향의 범유럽 정당이다. 1976년 기독교 민주주의 정당들에 의해 창당되었으나 나중에 보수당들과 기타 중도우파 성향 정당들을 포함되어, 소속원들의 수가 증가했다.
EPP에는 독일의 독일 기독교 민주연합(CDU), 프랑스의 공화당(RP), 이탈리아의 포르차 이탈리아, 스페인의 국민당, 폴란드의 시민 연단과 같은 당을 포함한다.

## 회원 정당
| 국가       | 정당                           | 유럽의회 의석 | 국회 의석 |
| ---------- | ------------------------------ | ------------- | --------- |
| 오스트리아 | 오스트리아 국민당              | 5 / 18        | 61 / 183  |
| 플랑드르   | 기독교민주당과 플람스          | 2 / 12        | 18 / 87   |
| 왈롱       | 인문민주중도당                 | 1 / 8         | 9 / 63    |
| 불가리아   | 유럽 발전을 위한 불가리아 시민 | 6 / 17        | 95 / 240  |
| 키프로스   | 민주집회당                     | 1 / 6         | 18 / 56   |
| 크로아티아 | 크로아티아 민주연합            | 4 / 11        | 55 / 151  |
| 체코       | TOP 09                         | 3 / 21        | 7 / 200   |
| 체코       | 기민련-국민당                  | 3 / 21        | 10 / 200  |
| 덴마크     | 보수국민당                     | 1 / 13        | 6 / 179   |

## 참조
1. ↑  《EU 개황(2020.6)》. 외교부 유럽국 서유럽과. 2020년 6월. 26쪽.
2. ↑  Magone, José María (2006). 《The New World Architecture: the role of the European Union in the making of global governance》. New York: Transaction Publishers. 130쪽. ISBN 978-0-7658-0279-8.
3. ↑  Hloušek, Vít; Kopeček, Lubomír (2010). 《Origin, Ideology and Transformation of Political Parties: East-Central and Western Europe compared》. London: Ashgate Publishing. 11쪽. ISBN 978-0-7546-7840-3.
4. ↑  Colomer, Josep Maria (2008). 《Comparative European Politics》. London: Taylor & Francis. 288쪽. ISBN 978-0-415-43755-4.
5. ↑  Lars Pehrson (2009년 6월 12일). 《How Unified Is the European Union?: European Integration Between Visions and Popular Legitimacy》. Springer. 160–쪽. ISBN 978-3-540-95855-0.